# Британское Годовое собрание квакеров
Годовое собрание Религиозного общества Друзей (квакеров) в Британии, также известное как Британское Годовое собрание (до 1995 года — Лондонское Годовое собрание) — национальная организация квакеров, живущих в Великобритании. Оно состоит из членов всех региональных собраний (ранее именовавшихся месячными собраниями) Англии, Шотландии, Уэльса, острова Мэн и Нормандских островов. Между заседаниями ежегодных проводимых собраний деятельность национальной организации квакеров Британии осуществляется Собранием в поддержку страждущих, а также разнообразными комитетами, состоящими из ответственных представителей всех региональных собраний Британии.
Региональные собрания, в свою очередь, формируются местными собраниями (ранее именовавшимися подготовительными собраниями). Такая схема позволяет квакерам Британии принимать совместные решения по важным вопросам.
В 2005 году организация претерпела структурные изменения согласно схеме, получившей название RECAST (Representation, Communication and Accountability in our Structures/Представительство, взаимодействие, подотчётность в наших структурах).
Для решения тех или иных задач собранием создаются краткосрочные и долгосрочные комитеты, состоящие из представителей со всей Британии, включая представителей Собрания в поддержку страждущих, комитета «Квакерская жизнь» (один из основных комитетов Годового собрания, отвечающий за работу с членами собраний в Британии), а также комитета «Квакерское мирное и социальное свидетельство» (отвечает за внешнюю работу). Кроме того, в Лондоне, в Доме Друзей, существует постоянно работающий секретариат, претворяющий в жизнь все решения, принимаемые Годовым собранием и его комитетами.
Собрание в поддержку страждущих – это национальный представительский комитет, действующий в течение года между ежегодными собраниями (национальными съездами). В него входят по два представителя от каждого регионального собрания квакеров Англии, Уэльса, Шотландии, острова Мэн и Нормандских островов.
В настоящее время Годовое собрание состоит из четырёх комитетов, осуществляющих деятельность на национальном уровне от имени Друзей Британии. В каждом из них есть ответственные Друзья, назначенные Годовым собранием для курирования той или иной деятельности, а также оплачиваемый секретариат, на постоянной основе выполняющий работу для каждого из основных комитетов:
- «Квакерская жизнь» – отвечает за работу с членами собраний в самой Британии, популяризаторскую деятельность, образование и духовную поддержку квакеров Британии, а также работает с детьми и молодёжью.
- «Квакерское мирное и социальное свидетельство» – отвечает за миротворческую и другую деятельность квакеров как в Британии, так и за её пределами.
- «Квакерские коммуникации» – отвечает за распространение листовок, буклетов, издание книг, а также администрирование сайта.
- «Квакерский комитет христианских и межрелигиозных связей» – отвечает за взаимодействие квакеров с другими христианами, а также представителями иных религиозных учений.

Британское годовое собрание составляет и издаёт книгу дисциплины британских Друзей, известную с 1995 года под названием «Квакерская Вера и Практика».
Численность организации – 22 184 человек (данные на 2013 год).